# Cerkiew Objawienia Pańskiego w Jõhvi
Cerkiew Objawienia Pańskiego – prawosławna parafialna cerkiew w Jõhvi, należąca do Estońskiego Kościoła Prawosławnego.

## Historia
Budowa cerkwi miała związek z powstaniem w Jõhvi (ówcześnie: Jewe) oddziału Prawosławnego Nadbałtyckiego Bractwa Chrystusa Zbawiciela i Opieki Matki Bożej, które stawiało sobie za cel krzewienie prawosławia na ziemiach łotewskich i estońskich. Z inicjatywy bractwa w mieście powstała szkoła dla dziewcząt z domową cerkwią Czernihowskiej Ikony Matki Bożej, której powstanie współfinansował car Alekasnder III. Cerkiew ta nie była w stanie w pełni spełniać potrzeb miejscowej społeczności prawosławnej i 10 lipca 1894 rozpoczęto prace nad nową świątynią. Została ona wybudowana w ciągu roku i poświęcona 13 sierpnia 1895 przez arcybiskupa ryskiego i mitawskiego Arseniusza (Briancewa). Od tego momentu cerkiew była świątynią parafii.
Proboszczem miejscowej parafii w latach 1950–1957 był ks. Aleksiej Ridigier, późniejszy patriarcha moskiewski i całej Rusi Aleksy II.

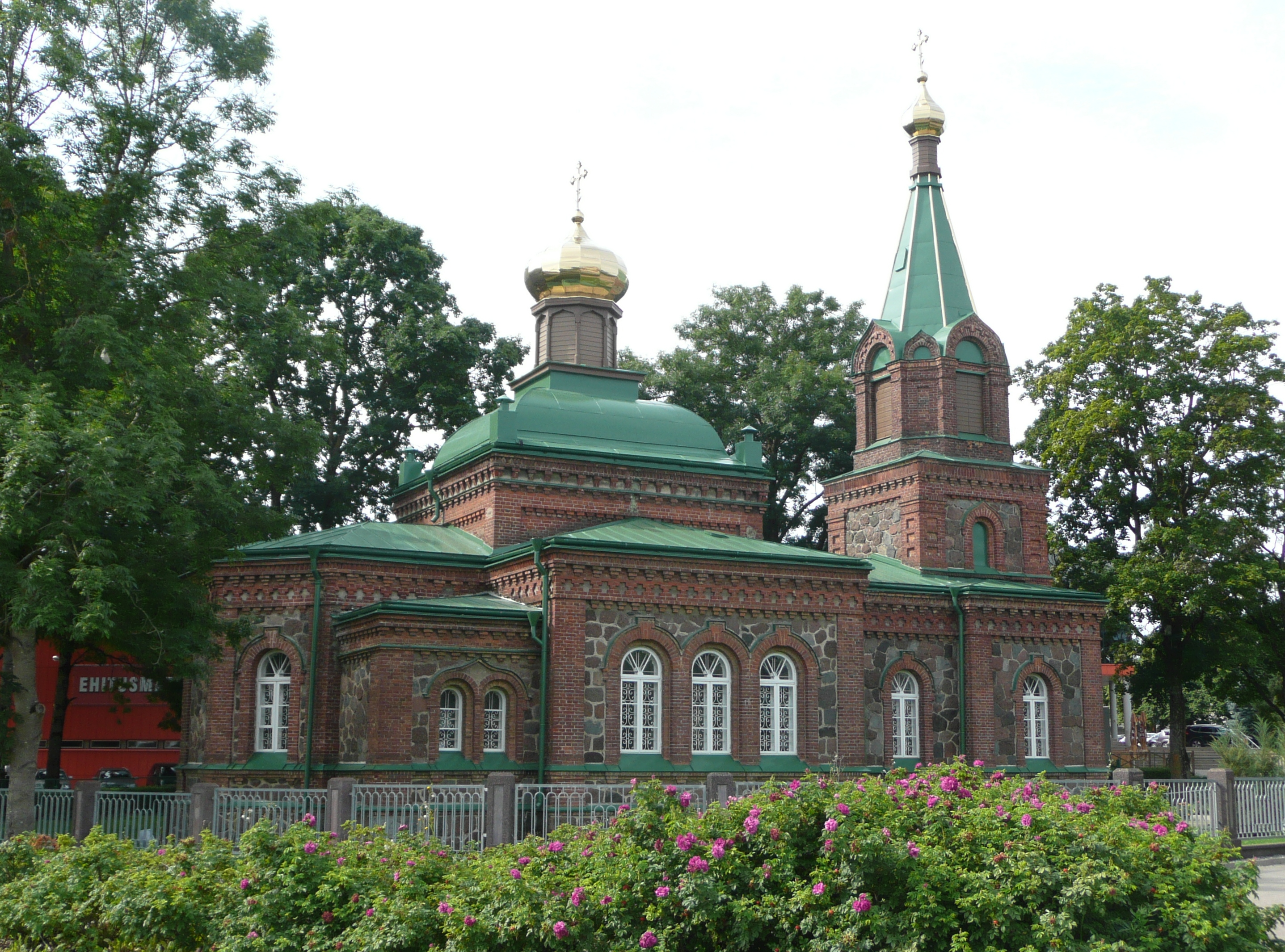
Widok ogólny
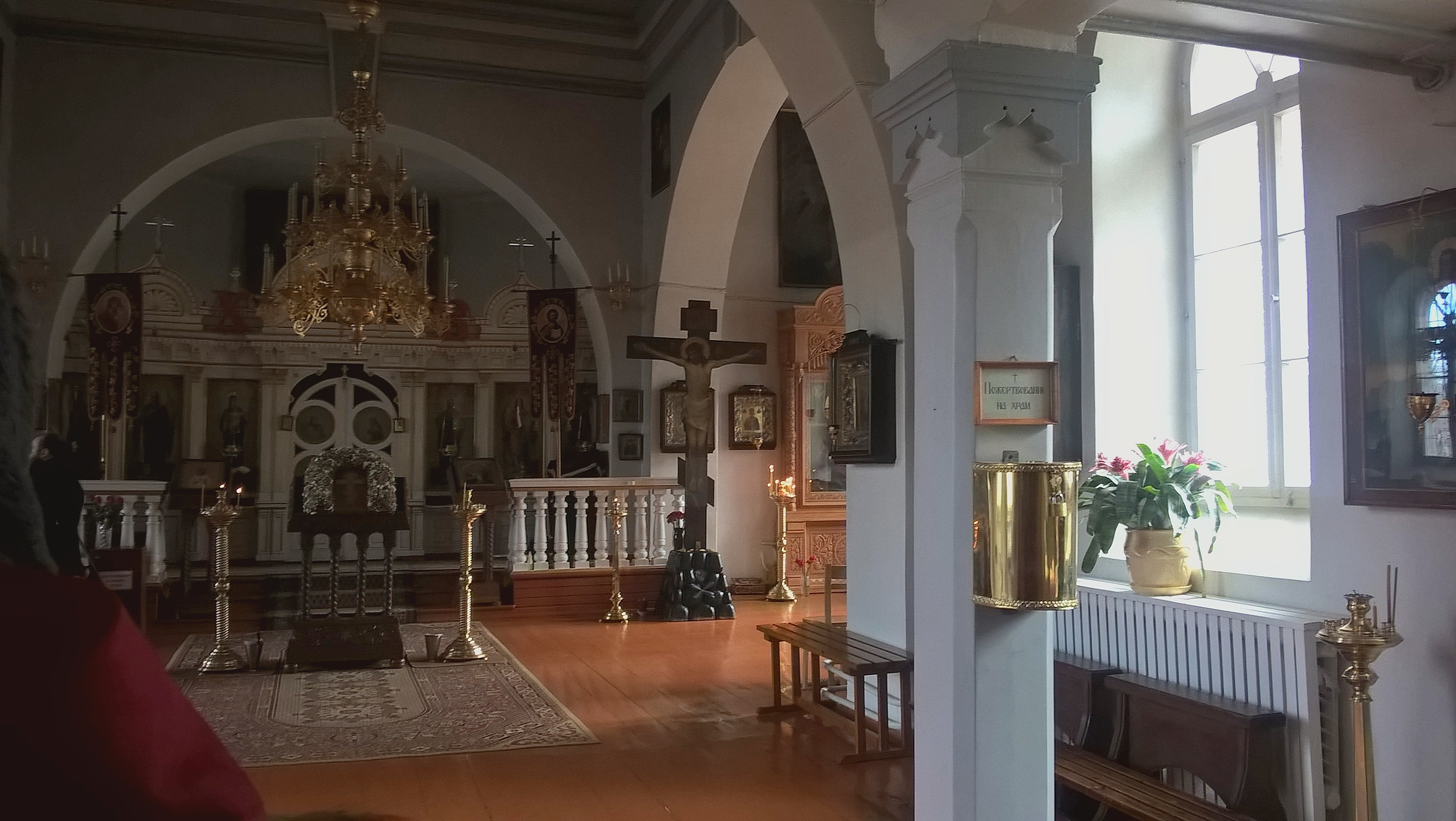
Wnętrze